# Gran Premi de Gran Bretanya del 1984
Resultats del Gran Premi de la Gran Bretanya de Fórmula 1 de la temporada 1984, disputat al circuit de Brands Hatch el 22 de juliol del 1984.

## Resultats
| Pos | No | Pilot              | Equip               | Voltes | Temps/ Retirada  | Pos. de sortida | Punts |
| --- | -- | ------------------ | ------------------- | ------ | ---------------- | --------------- | ----- |
| 1   | 8  | Niki Lauda         | McLaren - TAG       | 71     | 1h 29' 28. 532   | 3               | 9     |
| 2   | 16 | Derek Warwick      | Renault             | 71     | + 42.123 s       | 6               | 6     |
| 3   | 19 | Ayrton Senna       | Toleman - Hart      | 71     | + 1' 03.328 min. | 7               | 4     |
| 4   | 11 | Elio de Angelis    | Lotus - Renault     | 70     | + 1 Volta        | 4               | 3     |
| 5   | 27 | Michele Alboreto   | Ferrari             | 70     | + 1 Volta        | 9               | 2     |
| 6   | 28 | René Arnoux        | Ferrari             | 70     | + 1 Volta        | 13              | 1     |
| 7   | 1  | Nelson Piquet      | Brabham - BMW       | 70     | + 1 Volta        | 1               |       |
| 8   | 15 | Patrick Tambay     | Renault             | 69     | Turbo            | 10              |       |
| 9   | 24 | Piercarlo Ghinzani | Osella - Alfa Romeo | 68     | + 3 Voltes       | 21              |       |
| 10  | 26 | Andrea de Cesaris  | Ligier - Renault    | 68     | + 3 Voltes       | 19              |       |
| 11  | 17 | Marc Surer         | Arrows - BMW        | 67     | + 4 Voltes       | 15              |       |
| 12  | 22 | Riccardo Patrese   | Alfa Romeo          |        | + 5 Voltes       |                 |       |
| DSQ | 4  | Stefan Bellof      | Tyrrell - Ford      |        | Desqualificat    |                 |       |
| NC  | 21 | Huub Rothengatter  | Spirit - Hart       |        | No Classificat   |                 |       |
| Ret | 25 | Francois Hesnault  | Ligier - Renault    |        | Part elèctrica   |                 |       |
| Ret | 7  | Alain Prost        | McLaren - TAG       |        | Caixa canvi      |                 |       |
| Ret | 12 | Nigel Mansell      | Lotus - Renault     |        | Caixa canvi      |                 |       |
| Ret | 18 | Thierry Boutsen    | Arrows - BMW        |        | Part elèctrica   |                 |       |
| Ret | 5  | Jacques Laffite    | Williams - Honda    |        | Bomba de l'aigua |                 |       |
| Ret | 10 | Jonathan Palmer    | RAM - Hart          |        | Accident         |                 |       |
| Ret | 2  | Corrado Fabi       | Brabham - BMW       |        | Part elèctrica   |                 |       |
| Ret | 14 | Manfred Winkelhock | ATS - BMW           |        | Virolla          |                 |       |
| Ret | 6  | Keke Rosberg       | Williams - Honda    |        | Motor            |                 |       |
| DSQ | 3  | Stefan Johansson   | Tyrrell - Ford      |        | Desqualificat    |                 |       |
| Ret | 23 | Eddie Cheever      | Alfa Romeo          |        | Accident         |                 |       |
| Ret | 9  | Philippe Alliot    | RAM - Hart          |        | Accident         |                 |       |
| Ret | 30 | Jo Gartner         | Osella - Alfa Romeo |        | Accident         |                 |       |
| NVQ | 20 | Johnny Cecotto     | Toleman - Hart      |        |                  |                 |       |

## Altres
- Pole: Nelson Piquet 1' 10. 869

- Volta ràpida: Niki Lauda 1' 13. 191 (a la volta 57)